# Нормальні люди (телесеріал)
Нормальні люди (англ. Normal People) — ірландський драматичний телевізійний серіал, створений Element Pictures для BBC Three та Hulu спільно з Screen Ireland. За мотивами однойменного роману Саллі Руні, серіал прослідковує стосунки між Мар'янн Шерідан (Дейзі Едгар-Джонс) та Коннеллом Уолдрон (Пол Мескаль), коли ті навігують дорослим життям під час своїх останніх днів у середній школі та студентськими роками у Триніті-коледжі. Сценарій був написали Руні та Еліс Бірч, режисери — Ленні Абрахамсон та Хетті Макдональд.

## Прем'єра
Прем'єра серіалу відбулась на BBC Three у Великій Британії 26 квітня 2020 року, після чого виходили щотижневі випуски на BBC One. Прем'єра в Ірландії відбулась на телеканалі RTÉ One 28 квітня 2020 року. У США серіал вийшов у повному обсязі на Хулу 29 квітня 2020 року. Серіал отримав високу оцінку з похвалою за гру акторів, сценарій та зображення зрілого змісту.